# Callogobius amikami
Callogobius amikami és una espècie de peix de la família dels gòbids i de l'ordre dels perciformes.

## Morfologia
Els mascles poden assolir els 3,9 cm de longitud total.

## Distribució geogràfica
Es troba al Golf d'Aqaba i a Muscat (Oman).